# Steven Adler
Pour les articles homonymes, voir Adler.
Steven Adler, né Michael Coletti le 22 janvier 1965 à Cleveland dans l'Ohio, est un batteur américain. Il fut le batteur de Guns N'Roses entre 1985 et 1990.

## Biographie
Steven Adler naît sous le nom de Michael Coletti à Cleveland (Ohio). Il est le fils d'un père italo-américain, Michael Coletti, alors que sa mère est une Américaine de confession juive, Deanna. Après le divorce de ses parents, il part avec sa mère vivre à Los Angeles (Californie). Afin de respecter la tradition juive qui interdit de nommer les enfants comme leur père, il est renommé Steven, puis il prend le nom de famille du nouveau mari de sa mère, Melvin Adler. Steven Adler a un frère aîné, Kenny, ainsi qu'un frère plus jeune, Jamie. Steven Adler grandit dans la San Fernando Valley jusqu'à l'âge de 13 ans. Il vit ensuite avec ses grands-parents à Hollywood. Il fait la connaissance du guitariste Slash au lycée Bancroft Junior High.
Steven Adler est connu pour avoir fait partie du groupe de hard rock Guns N' Roses. Avec ces derniers, il a enregistré deux albums et deux EP (dans l'ordre chronologique, Live ?!*@ Like a Suicide, Appetite for Destruction, G N' R Lies et un titre sur Use Your Illusion II). 
Après n'avoir enregistré qu'un seul morceau de Use Your Illusion II, "Civil War", Steven Adler fut renvoyé du groupe à cause de sa toxicomanie et des problèmes qu'elle occasionne. Slash a très mal vécu le renvoi de son ami d'enfance, qui lui avait fait découvrir la musique. Steven Adler fut remplacé par Matt Sorum, ancien batteur de The Cult. Steven Adler poursuit sa carrière avec son groupe Adler's Appetite qui a sorti un album intitulé Adler's Appetite.
En mars 2009, Steven Adler a révélé qu'il allait jouer sur un morceau de Slash, premier album solo de Slash et que Slash allait produire le nouvel album d'Adler's Appetite. Slash a durant l'été confirmé que Steven joue un morceau avec Flea (Red Hot Chili Peppers) à la basse. Le morceau en question est "Baby Can't Drive" chanté par Alice Cooper et Nicole Scherzinger. L'album est sorti en avril 2010. 
Steven Adler a également lancé une pique à Axl Rose, le chanteur de Guns N' Roses, en disant qu'il allait renommer son groupe « Adler's GNR » et qu'Axl Rose aurait mieux fait de nommer son nouveau groupe W.A.R. (initiales du chanteur) au lieu de garder le nom « Guns N' Roses » à la suite du départ de tous les membres originels dans les années 90.
Le 22 novembre 2009, Steven Adler a rejoint sur scène Slash et Duff McKagan avec lesquels il a joué Paradise City lors d'un concert de bienfaisance à Los Angeles.
En 2010, apparait sur Napster, trois nouveaux titres du groupe Adler's Appetite : Alive, Stardog et Fading, reprenant l'empreinte laissée lors de la sortie d'Appetite for Destruction en 1987. À la suite de cela, le groupe se lance dans une tournée américaine entre septembre et décembre de cette même année enchaînant en 2011 avec une tournée européenne.
À côté de ses activités musicales, Steven Adler a entrepris l'écriture de son autobiographie intitulée My Appetite for Destruction: Sex, and Drugs, and Guns N' Roses qui est parue le 27 juillet 2010.
Le 14 avril 2012, Steven Adler est intronisé au Rock and Roll Hall of Fame avec Guns N' Roses. À cette occasion, le groupe se reforme sans le chanteur Axl Rose ni le guitariste rythmique Izzy Stradlin et joue trois chansons.
Le 6 juillet 2016 au Paul Brown Stadium de Cincinnati, il monte sur scène avec Guns N' Roses pour la première fois depuis 1990 dans le cadre de la tournée Not in this Lifetime. Il interprète Out Ta Get Me et My Michelle.
Le 27 juin 2019, Steven Adler est hospitalisé après une blessure au ventre. Il se serait poignardé lui-même accidentellement, mais ses jours ne sont pas en danger.

## Discographie
Avec Guns N'Roses:
- Live ?!*@ Like a Suicide (1986)
- Appetite For Destruction (1987)
- GN'R Lies (1988)
- Use your Illusion II (sur le titre Civil War seulement) (1991)
- Live Era : '87-'93 (1999)
- Greatest Hits (2005)

avec Adler's Appetite
- Adler's Appetite (2003)

avec Adler
- Back from the dead (2012)